# Мердере

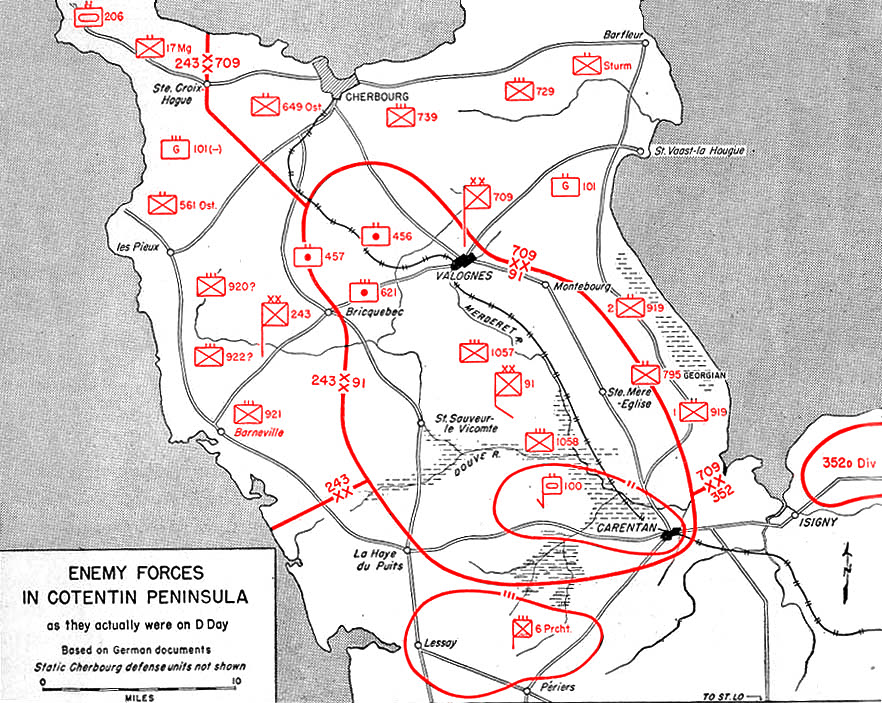
Карта Нормандії часів Другої світової війни перед початком вторгнення союзників у Нормандію

Мердере (фр. Merderet) — невелика річка північно-західної Франції, на півночі півострову Котантен у Нормандії в департаменті Манш.
Виток річки бере свій початок поблизу місцевості під назвою Хрест Петра (фр. Croix de Pierre) неподалік від кордону між муніципалітетами Тамервіль й Валонь в департаменті Манш у Нижній Нормандії. Впадає у річку Дув у район поблизу муніципалітетів Безвіль-ла-Бастій та Каркебю.